# No juris mai res
No juris mai res! (títol original: Il ne faut jurer de rien !) és una pel·lícula francesa dirigida per Éric Civanyan, estrenada l'any 2005, adaptació de l'obra d'Alfred de Musset. Ha estat doblada al català.

## Argument
L'acció té lloc a París l'any 1830 durant els últims dies del regnat de Carles X. El baró Hausman somnia reconstruir París, la idea de crear gran botigues és a l'aire i el propietari d'un saló de moda, Van Buck, pensa engrandir el seu negoci. Però troba que les versions llargues o curtes del seu nom escrites sobre un cartell de la botiga no té un bon so. Els seus empleats l'informen d'una molt gran encàrrec (3 000 francs) passada per la Baronessa de Mantes. Però aquesta, arruïnada, desitja pagar a temperament. No volent prendre el risc d'un impagat, Van Buck es desplaça a casa de la Baronessa. Aquesta la informa que no té els mitjans de pagar al comptat i que aquest ball és destinat a trobar a la seva filla un bon partit. I de sobte, Van Buck té una idea: per què no associar les dues famílies, allò li permetria ajuntar les lletres DM a la seva firma, la qual cosa seria el millor efecte. Però, per a això, caldria que el seu nebot Valentin i Cécile, la filla de la baronessa s'enamoressin. La baronessa està d'acord que Van Buck li presenti el seu nebot.

## Repartiment
- Gérard Jugnot: Van Buck
- Jean Dujardin: Valentin
- Mélanie Doutey: Cécile
- Marie-França Santon: Mme de Merteuil, Baronessa de Mantes
- Patrick Haudecœur: l'abat
- Arno Chevrier: el borni
- Henri Garcin: Talleyrand
- Philippe Magnan: l'intendent
- Jean-Luc Porraz: Haussmann
- Jacques Herlin: Lafayette
- Lorella Cravotta: Henriette
- Jean-François Fagour: el mameluk
- Thierry Heckendorn: l'altre home reunió
- Luz Chomyszyn: dona panotxa
- Hubert Sant-Macary: El capatàs
- Julie Marboeuf: Obrera 1
- Sylvie Audcoeur: Gabrielle
- Sandrine Rigaux: La dona llop
- Patrick Massieu: P'tit Louis
- Véronique Viel: La venedora de fruites
- Véronique Daniel: La dona dels xarops
- Réginald Huguenin: El mestre de ball
- Jacky Nercessian: Home del ganivet
- Ben Bedra: Home passeig 1
- Albert Goldberg: Home passeig 2
- Pierre-Yves Desmonceaux: Home emmascarat 1
- André El Gallo: Home emmascarat 2
- Texans Pomer: Home emmascarat 3
- Maud El Guénédal: Noia 1
- Veroushka Knoge: Noia 2
- Raphaël Personnaz: Jean-Guillaume

## Premis
- 2005: Premis César: Nominada a millor actriu revelació (Doutey)[3]